# 特勞恩湖
47°52′N 13°48′E / 47.867°N 13.800°E

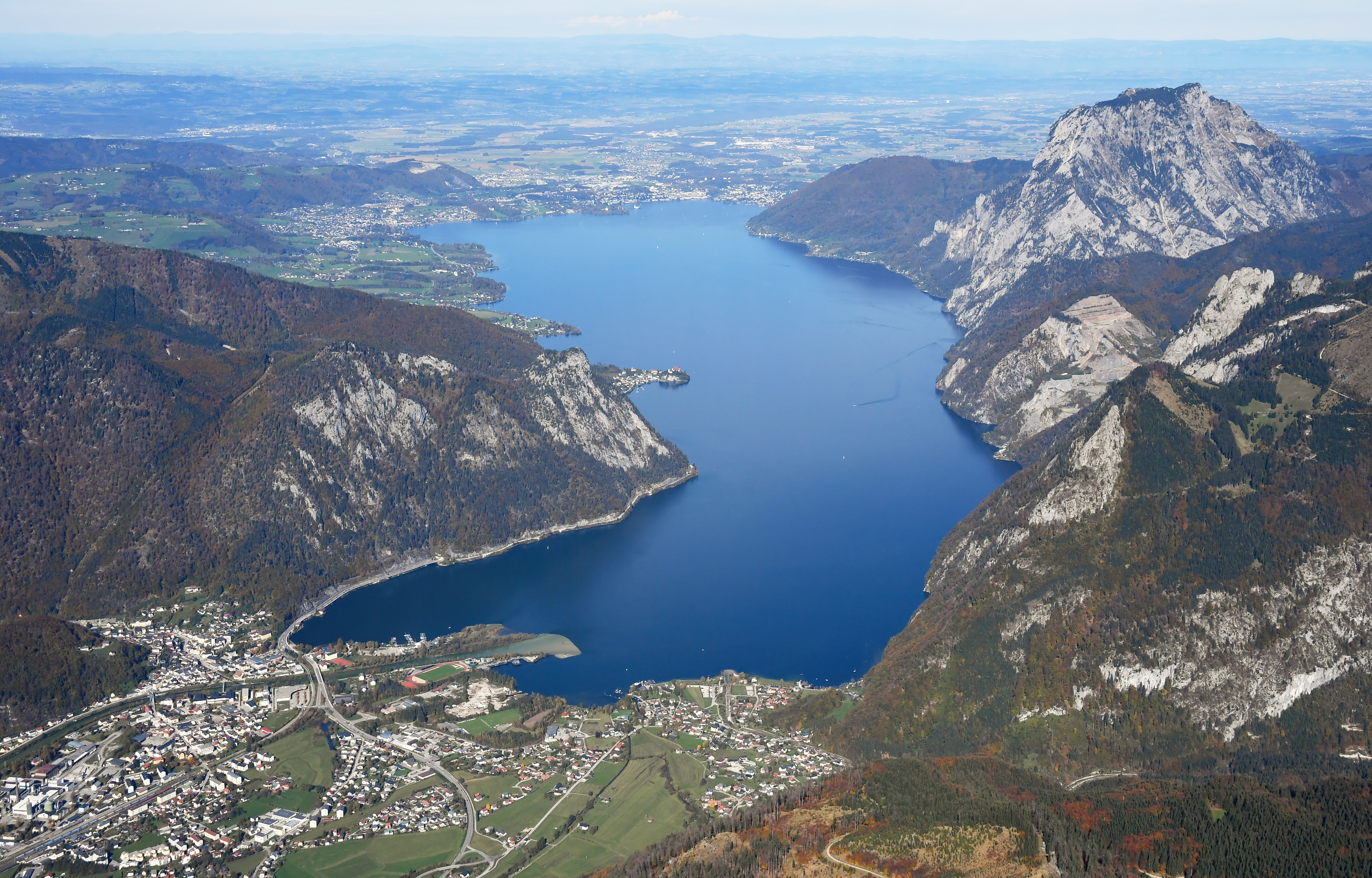

特勞恩湖是奧地利的湖泊，位於薩爾茨卡默古特，長12公里、寬3公里，面積24.5平方公里，集水區面積1,422平方公里，海拔高度422米，平均水深95米，最大水深191米，蓄水量2.3立方公里。